# Пелип, Дмитрий Петрович
Дмитрий Петрович Пелип (укр. Дмитро Петрович Пелип; 1900, Голе-Равское — 7 ноября 1944, Ястребичи) — деятель украинского национализма, служивший в немецком батальоне «Нахтигаль» и командовавший куренем УПА «Галайда».

## Биография
Родился в 1900 году в Голе-Равском (ныне Жолковский район Львовской области). В молодости вступил в ОУН, будучи военнослужащим польской армии, за что в 1936 году был осуждён на 4 года тюрьмы. В 1941 году вступил в батальон «Нахтигаль», дослужившись до звания десятника или унтершарфюрера.
В 1942 году ушёл из легиона и организовал боевой отряд ОУН, в феврале 1944 года возглавил роту в составе сотни Тараса Онишкевича, известного как «Галайда», а после гибели Онишкевича стал командиром сотни. В мае 1944 года Пелип, известный как «Эм», назначен командиром куреня. Позднее возглавил тактический отдел Сокальско-Равского округа.
Весной 1944 года со своим куренем перебрался в село Каров, где вступал в бои против немцев, советских и польских партизан. С июня по октябрь вёл бои на Радеховщине, Сокальщине, Грубешевщине и Холмщине. С 19 по 22 августа 1944 курень Пелипа близ села Пирятина вступил в бои с войсками НКВД и советскими пограничниками: несмотря на подготовленную оборону, курень был разгромлен после сильной артподготовки (к 22 августа было ликвидировано почти 500 повстанцев).
4 ноября 1944 Дмитрий Пелип был ранен в стычке близ села Ястребичи и умер спустя три дня от последствий ранения.

### Русскоязычные
- Войска НКВД, ОУН-УПА за и против, документы и мнения Архивная копия от 6 января 2014 на Wayback Machine

### Украиноязычные
- Бойова діяльність УПА: 18-30 серпня 1944 року